# Arlen Mikhailovich Ilyin
Arlen Mikhailovich Ilyin (em russo:  Арлен Михайлович Ильин; Leningrado, 8 de janeiro de 1932, 23 de junho de 2013) foi um matemático soviético-russo.
Em 1954 formou-se na Faculdade de Mecânica e Matemática da Universidade Estatal de Moscou. Em maio de 1957 defendeu sua tese de doutorado, orientado por Olga Oleinik.
Recebeu o Prêmio Petrovsky de 1995 juntamente com Olga Oleinik pela série de trabalhos "Métodos assintóticos em física matemática".
Foi sepultado no Cemitério Khovanskoye..